# Punta Almonacid
La punta Almonacid es una punta de la isla San Pedro (o Georgia del Sur), ubicada en la costa norte de la isla, entre la bahía Stromness y la bahía Cumberland Oeste / Grande.
La punta se encuentra más precisamente al norte de la punta Larsen, siendo delimitada por la bahía Artuso al oeste, y la isla Jasón al este.
El nombre de la punta recuerda a Mario Almonacid, conscripto de Infantería de Marina de la Armada Argentina, que participó en la Guerra de las Malvinas, y junto al conscripto de Infantería de Marina Jorge Águila,  falleció en combate en Grytviken el día 3 de abril de 1982 durante un helidesembarco por la recuperación del archipiélago de las Georgias del Sur.